# Jachojo
Jachojo ist eine Ortschaft im Departamento Potosí im südamerikanischen Andenstaat Bolivien.

## Lage im Nahraum
Jachojo liegt in der Provinz Rafael Bustillo und ist der viertgrößte Ort im Cantón Llallagua im Municipio Llallagua. Die Ortschaft liegt auf einer Höhe von 4175 m am rechten, südlichen Ufer des Río Santa, der zum Einzugsbereich des Río Chayanta gehört.

## Geographie
Jachojo liegt auf dem bolivianischen Altiplano am Westrand der Cordillera Azanaques, einem Teilabschnitt der Cordillera Central. Die Region weist ein ausgeprägtes Tageszeitenklima auf, die durchschnittliche Temperaturschwankung im Tagesverlauf fällt deutlicher aus als im Verlauf der Jahreszeiten.
Die Jahresdurchschnittstemperatur der Region liegt bei knapp 9 °C, die Monatswerte schwanken zwischen 4 °C im Juni/Juli und 11 °C von November bis März (siehe Klimadiagramm Huanuni). Der Jahresniederschlag beträgt nur niedrige 350 mm, von April bis Oktober herrscht eine ausgeprägte Trockenzeit mit Monatswerten von unter 10 mm, nur von Dezember bis März fallen nennenswerte Monatsniederschläge zwischen 55 und 85 mm.

## Verkehrsnetz
Jachojo liegt in einer Entfernung von 78 Straßenkilometern südöstlich von Oruro, der Hauptstadt des gleichnamigen Departamentos.
Von Oruro führt aus die asphaltierte Nationalstraße Ruta 1 in südlicher Richtung dreißig Kilometer nach Machacamarca. Dort zweigt die ebenfalls asphaltierte Ruta 6 in südöstlicher Richtung ab und überquert bei Huanuni den Río Huanuni. Hinter Huanuni folgt man der Ruta 6 weitere 27 Kilometer, bis eine unbefestigte Nebenstraße nach links in nordöstlicher Richtung abzweigt, auf der man Jachojo nach fünf Kilometern erreicht. 

## Bevölkerung
Die Einwohnerzahl der Ortschaft ist in dem Jahrzehnt zwischen den beiden letzten Volkszählungen unverändert geblieben:
| Jahr | Einwohner         | Quelle       |
| ---- | ----------------- | ------------ |
| 1992 | keine Detaildaten | Volkszählung |
| 2001 | 290               | Volkszählung |
| 2012 | 288               | Volkszählung |
| 2024 |                   | Volkszählung |